# DON'T STOP THE NOISE! The Best Singles & B-Sides 1997-2007
『DON'T STOP THE NOISE! The Best Singles & B-Sides 1997-2007』 （ドント・ストップ・ザ・ノイズ! ザ・ベスト・シングルズ&ビー・サイズ 1997-2007）は、日本のロックバンド、TRICERATOPSのベスト・アルバム。2007年7月25日 、ビクターエンタテインメントよりリリース。 

## 内容
- デビュー10周年を記念したベスト・アルバム。
- 2枚組で、Disc 1にはシングルA面曲、Disc 2にはアルバム未収録だったカップリング曲をそれぞれ選りすぐって収録。ちなみに2枚組のCDはバンドにとっては初。
- 全曲リマスタリングが施されている。

## 収録曲
- 全作詞・作曲：和田唱　編曲：TRICERATOPS
- (Disc 2 #8)（作曲：吉田佳史）
- (Disc 2 #15)（作詞：Gus Kahn　作曲：Isham Jones）

### Disc 1 「The Best Singles」
1. Going To The Moon (4:21)
8thシングル曲、アルバム『A FILM ABOUT THE BLUES』収録曲
2. ROCK MUSIC (5:03)
18thシングル曲、アルバム『LICKS&ROCKS』収録曲
3. Fever (5:33)
6thシングル曲、アルバム『THE GREAT SKELETON'S MUSIC GUIDE BOOK』収録曲
4. 2020 (4:40)
15thシングル曲、アルバム『DAWN WORLD』収録曲
5. ロケットに乗って (5:06)
3rdシングル曲、アルバム『TRICERATOPS』収録曲
6. Jewel (3:41)
19thシングル曲、アルバム『THE 7TH VOYAGE OF TRICERATOPS』収録曲
7. Gothic Ring (4:50)
5thシングル曲、アルバム『THE GREAT SKELETON'S MUSIC GUIDE BOOK』収録曲
8. トランスフォーマー (4:28)
21stシングル曲、アルバム『LEVEL 32』収録曲
本作にはアルバムミックスで収録。
9. Fly Away (5:21)
16thシングル曲、アルバム『DAWN WORLD』収録曲
10. Chewing Gum (3:31)
新曲
本作のためにレコーディングされた。
11. if (4:38)
9thシングル曲、アルバム『A FILM ABOUT THE BLUES』収録曲
12. THE CAPTAIN (4:15)
20thシングル曲、アルバム『THE 7TH VOYAGE OF TRICERATOPS』収録曲
13. Raspberry (4:21)
1stシングル曲、アルバム『TRICERATOPS』収録曲
14. Groove Walk (4:32)
12thシングル曲、アルバム『KING OF THE JUNGLE』収録曲
15. 赤いゴーカート (3:29)
18thシングル曲、アルバム『LICKS&ROCKS』収録曲
16. 僕らの一歩 (5:19)
23rdシングル曲、アルバム『LEVEL 32』収録曲

### Disc 2 「B-Sides」
1. Milk (3:46)
収録シングル：『Raspberry』初回生産限定盤
2. Custard Cream (3:56)
収録シングル：『Jewel』
3. 僕が欲しいもの (4:50)
収録シングル：『ロケットに乗って』
4. Phenomenal Eyes (3:44)
収録シングル：『2020』
5. Smoke (6:01)
収録シングル：『FEVER』
6. Life Goes On! (2:57)
収録シングル：『2020』初回限定盤
7. Kiss Me Baby (3:28)
収録シングル：『MASCARA&MASCARAS』
8. Standing In The Shadow (3:32)
収録シングル：『Fly Away』
9. エベレスト (3:50)
収録シングル：『THE CAPTAIN』
収録アルバム：『THE 7TH VOYAGE OF TRICERATOPS』
10. Let Me Out (3:51)
収録シングル：『GROOVE WALK』
11. Over The Wall (3:17)
収録シングル：『GOING TO THE MOON』
12. Be (3:48)
収録シングル：『TATTOO』
13. 買い物へ行こう (5:06)
収録シングル：『彼女のシニヨン』
14. Beautiful Holiday (3:55)
収録シングル：『SECOND COMING』
15. I'll See You In My Dreams (3:17)
新録
アメリカのポピュラーソングのカバー。本作のために新録。